# Фрунзетти, Ион
Ион Фрунзетти (рум. Ion Frunzetti; 20 января 1918, Бакэу — 11 сентября 1985, Бухарест) — румынский антрополог культуры, критик и историк искусства, публицист, поэт, эссеист и переводчик. Педагог, профессор Бухарестского института изобразительных искусств «Николае Григореску». Член Румынской академии,

## Биография
Сын офицера румынской королевской армии. В 1924—1927 брал уроки живописи у художника Ставру Тарасова, позже — у Николае Тоница.
Сотрудничал с авангардистским журналом «13». За свой сонет «Nevroză» получил первую премию в редакционном конкурсе (1934).
Обучался на филологическом и философском факультетах университета в Бухаресте и одновременно в 1936—1937 изучал право в Бухарестском университете.
В 1938 с несколькими единомышленниками основал Группу молодых писателей.
В 1940 году защитил кандидатскую диссертацию по эстетике.
Сотрудничал с газетами «Revista Fundaţiilor Regale» и «Universul literar»; использовал псевдонимы F. Ion, Ion F., I. Fr. Lafcadio, Socrates, Menin, Menipos, Menale, Philolaos din Crotona.
В 1951 по политическим мотивам был уволен из университета, несколько лет не мог вернуться к преподавательской работе.
В 1956 году получил должность ассистента, а позже — профессора Института изобразительных искусств «Николае Григореску» в Бухаресте, где с 1975 заведовал кафедрой истории и теории искусства. В 1971—1972 руководил издательства «Meridiane». В 1972—1975 годах — директор Института истории искусств Румынской академии. В 1977 году и затем в 1981 году избирался вице-президентом Союза румынских художников.
Был руководителем секции литературы и искусства Академии социальных и политических наук Румынии.
Занимался переводами с английского, испанского, русского шедевров мировой литературы, в том числе произведений Шекспира, А. Рембо, Сервантеса, Тирсо де Молина, Л. Толстого, У. Теккерея, Г. Манна, В. Гюго, Б. Горбатова и др.

## Избранные публикации
- Disparate, București, Editura Meridiane, 2002
- Studii critice, București, Editura Fundației Culturale Române (Colecția Antropologie culturală), 2000.
- În căutarea tradiției, București, Editura Meridiane, 1998.
- Scrieri, I, II — Constanța, Editura Europolis, 1997.
- Arta românească în secolul XIX, București, Editura Meridiane, 1991.
- Pegas între Meduză și Perseu (vol. I: Gâlceava și împăcarea văzului cu lumea; vol. II: Formă și semn), București, Editura Meridiane, 1985.
- Țărmurile clipei, Buc., 1983;
- Dimitrie Paciurea — București, Editura Meridiane, 1971;
- Dragostele aceleași inimi, Buc., 1967;
- Ostrovul meu, ESPLA, Buc., 1957;
- Missu Popp. — Bucuresti : Editura de stat pentru literatura si arta, 1956. (Maestrii Artei Rominesti). — ISBN 5-15053
- Maree, cu un portret de G. Tomaziu, Ed. Forum, Buc., 1945;
- Greul pământului, cu o vinietă de A. Diaconescu, Buc., 1943;
- Risipă avară, cu un portret de G. Tomaziu, Buc., 1941;
- Сервантес в Румынии

## Память
- Именем Иона Фрунзетти названа аллея и галерея в Ботошани.